# Teeratep Winothai
Teeratep Winothai (Thai: ธีรเทพ วิโนทัย, auch: Leesaw – ลีซอ, sprich: Liː-so; * 16. Februar 1985 in Bangkok) ist ein ehemaliger thailändischer Fußballspieler.

## Karriere

### Verein
Seine Karriere begann er beim Bangkok Christian College. Als er ein Stipendium der Brentword Schools in London erhielt, siedelte er nach London über, und Crystal Palace wurde auf ihn aufmerksam. Er bekam zunächst einen Einjahresvertrag und spielte in der U-19-Mannschaft des Vereins. 2005 wechselte er dann zum FC Everton, 2006 kehrte er nach Thailand zurück. Hier unterschrieb er einen Vertrag beim BEC Tero Sasana FC. Der Verein aus der thailändischen Hauptstadt Bangkok spielte in der ersten Liga, der Thai Premier League. Doch im Oktober 2008 schlug er ein neues Kapitel seiner Laufbahn auf. Im Juni 2008 wurde bekannt, dass er zum Ende der Thailändischen Premier League Saison 2008 in die zweite belgische Liga zu Lierse SK wechseln wird. Dort kam Leesaw nur gelegentlich zum Einsatz. Im April 2009, gegen ROC Charleroi-Marchienne, gelang ihm sein erstes Tor für Lierse. Nachdem er bereits mit einer Vorlage das 1:0 vorbereitet hatte, machte er das zweite Tor selbst. Im Juli 2009 wechselte Leesaw zurück nach Thailand. Er bekam nur wenig Spielpraxis bei Lierse, wollte aber regelmäßig spielen. Von Juli 2009 bis Juni 2010 wurde er zum thailändischen Erstligisten Muangthong United ausgeliehen. Ende 2009 wurde er mit dem Klub thailändischer Meister. Sein ehemaliger Verein BEC lieh in von Juli 2010 bis November 2010 aus. Nach Vertragsende in Belgien nahm ihn BEC fest unter Vertrag. Nach einem Jahr wechselte er Anfang 2012 zum Ligakonkurrenten Bangkok Glass. Hier stand er bis Mitte 2014 unter Vertrag. Im Juli 2014 verpflichtete ihn der Bangkoker Erstligist Police United. Am Ende der Saison stieg er mit Police in die zweite Liga ab. Ende 2015 feierte er mit Police die Meisterschaft der zweiten Liga. Da Police ab 2016 vom Verband gesperrt wurde, unterschrieb er Anfang 2016 einen Kontrakt beim Erstligisten Bangkok United. Für Bangkok United stand er bis Ende 2019 unter Vertrag. Ligakonkurrent Chonburi FC aus Chonburi lieh ihn die Rückserie 2019 aus. Nach der Ausleihe wurde er Anfang 2020 von Chonburi fest verpflichtet. Ende Dezember 2020 wurde er an den Ligakonkurrenten Police Tero FC ausgeliehen. Für Police absolvierte er während der Ausleihe 41 Ligaspiele. Nach der Ausleihe wurde er im Juni 2022 fest von Police unter Vertrag genommen, doch schon fünf Monate später beendete er seine aktive Karriere als Fußballspieler.

### Nationalmannschaft
Während der SEA Games 2007 hatte er großen Anteil am Gewinn des Titels, als er im Finale gegen Vietnam einen Hattrick erzielen konnte. 2008 erreichte er mit Thailand das Finale der ASEAN-Fußballmeisterschaft. Mit der Olympiaauswahl verpasste er 2008 ebenso die Qualifikation für die Olympischen Spiele in Peking, wie mit der A-Auswahl für die Fußball-WM 2010. Im Juli 2017 eigentlich schon aus der Nationalelf zurückgetreten, bekam Winothai am 14. Dezember 2022 kurz vor seinem Karriereende im Testspiel gegen Chinese Taipei (0:1) sein „Abschiedsspiel“ vom Verband. Er führte die Mannschaft im Thammasat Stadium als Kapitän auf das Feld und wurde in der 29. Minute unter großem Applaus wieder ausgewechselt. Somit absolvierte er für die thailändische A-Nationalmannschaft insgesamt 55 Partien und erzielte dabei neunzehn Treffer.

## Sonstiges
In Thailand ist Leesaw ein großer Star, was nicht nur auf seine fußballerischen Qualitäten zurückzuführen ist, sondern vor allem auf sein Aussehen. In Thailand wird er auch der „David Beckham Thailands“ genannt.

## Erfolge

### Verein
Muangthong United
- Thailändischer Meister: 2009
- Kor Royal Cup-Sieger: 2010

Police United
- Thailändischer Zweitligameister: 2015

### Nationalelf
- Teilnahme an der Endrunde der U-17-Weltmeisterschaft 1999
- ASEAN-Fußballmeisterschaft: Finalist 2008
- ASEAN U-20: 2002
- ASEAN U-23: 2001, 2005, 2007
- SEA Games: 2007

## Auszeichnungen
- Thai Premier League

Stürmer des Jahres 2008

## Erläuterungen/Einzelnachweise
1. ↑  Archivierte Kopie (Memento des Originals vom 9. Juli 2008 im Internet Archive)  Info: Der Archivlink wurde automatisch eingesetzt und noch nicht geprüft. Bitte prüfe Original- und Archivlink gemäß Anleitung und entferne dann diesen Hinweis. Bericht über Leesaw’s Wechsel auf der offiziellen Website von Lierse SK
2. ↑  lierse.be: Offizielle Präsentation Winothais (Seite nicht mehr abrufbar, festgestellt im Mai 2019. Suche in Webarchiven)  Info: Der Link wurde automatisch als defekt markiert. Bitte prüfe den Link gemäß Anleitung und entferne dann diesen Hinweis.
3. ↑  lierse.com: Bericht über das Spiel (Memento des Originals vom 19. Juni 2009 im Internet Archive)  Info: Der Archivlink wurde automatisch eingesetzt und noch nicht geprüft. Bitte prüfe Original- und Archivlink gemäß Anleitung und entferne dann diesen Hinweis. (eng)
4. ↑  the-afc.com: Thailand return for Teeratep
5. ↑  https://www.rsssf.org/tableso/ol2008q.html Abschlusstabelle der Qualifikation auf RSSSF.org

| Personendaten    | Personendaten                 |
| ---------------- | ----------------------------- |
| NAME             | Teeratep Winothai             |
| ALTERNATIVNAMEN  | ธีรเทพ วิโนทัย                   |
| KURZBESCHREIBUNG | thailändischer Fußballspieler |
| GEBURTSDATUM     | 16. Februar 1985              |
| GEBURTSORT       | Bangkok                       |